# Aucasaurus
Aucasaurus là một chi khủng long, được Coria Chiappe & Dingus mô tả khoa học năm 2002.